# 松巴縣
15°10′S 35°30′E / 15.167°S 35.500°E
松巴縣（Zomba District）是馬拉維南部的一個縣，屬於南部區的一部分，該縣北臨馬欽加縣，東接莫桑比克，南毗帕隆贝县、姆蘭傑縣和奇拉祖盧縣，西鄰布蘭太爾縣，西北面是巴拉卡縣，面積2,580平方公里，人口583,167。